# Ла Палма (острво)
Ла Палма, чије је историјско име Сан Мигел од Ла Палме, је острво у Атлантском океану, припада Канарским острвима (Шпанија). Заједно са острвима Тенерифе, Ла Гомера и Ел Иеро чини провинцију Санта Круз де Тенерифе. Са површином од 708,32 km² и 81.350 становника заузима пето место по величини у Канарском архипелагу. Град Санта Круз де Ла Палма је главни град острва, међутим, најмногољуднији град на острву је Лос Љанос са популацијом од 20.043 становника.
Почев од 2002. године, цело острво је заштићени резерват. У центру острва се налази Национални Парк Калдера де Табуриенте, где се налази највећи вулкански кратер у свету. Калдера је такође један од четири национална парка Канарских острва.

## Порекло имена
Име "ла Палма" (са малим словом л) појављује се већ у раним делима Европљана који су провели неко време на Канарским острвима. У тексту из 1341. године, које описује експедицију Николоса де Река у пратњи три брода која су припадала Алфонсу IV од Португала, описује се свако острво, а Ла Палма се помиње већ са њеним правим именом, као импозантно и облачно острво. По свему судећи, данашњи назив острва потиче услед ширења канарских палми (Феникс канарска) по острву. Међутим, то објашњење има одређене неподударности, јер палме нису најрепрезентативније дрво острвске флоре, нити је Ла Палма, острво са највише палми у Канарском архипелагу.
Једна од теорија које заступа истраживач са Тенерифа Хозе Виера и Клавихо се састоји у томе да је Ла Палма добила име по морнарима са Мајорке, у 14. веку, који су овом острву дали име по главном граду острва са ког потичу. Другим речима, Ла Палма је добила назив по граду Палма де Мајорка, а "ла" су додали како би се имена ова два географска појма разликовала.
Име острва Сан Мигел од Ла Палме је историјско име острва.

## Опис
Острво има површину од 708,32 km² и 87.324 становника. Роке де лос Мућаћос је са 2.426m највиша тачка на острву, што је друга највиша тачка на Канарским острвима.
На северу Ла Палме се налази велика депресија настала ерозијом и проглашена је Националним Парком 1954. године. Од центра острва ка Југу налази се велики број вулкана, међу којима се истичу Вулкан Сан Антонио, Вулкан Сан Хуан и Тенегиа (последња ерупција вулкана је била 1971. године).
Године 1983, у области "Канала и Липе" је проглашен резерват природе заштићен од стране УНЕСКО-а.
Ла Палма је једно од Канарских острва са великом површином обраслом дрвећем, пре свега боровима, али и ловором. Што се тиче пољопривреде, основна пољопривредна култура су банане и винова лоза.
Ла Палма је подељена на 14 општина:
- Пунтагорда
- Пунтаљана
- Сан Андрес и Саусес
- Санта Круз де Ла Палма
- Тасакорте
- Тихарафе
- Барловенто
- Брења Алта
- Брења Баха
- Фуенкалиенте
- Гарафиа
- Лос Љанос
- Ел Пасо
- Виља де Мазо

## Геологија

### Вулкани
Ла Палма, као и остала Канарска острва, је вулканског порекла. Геолошка старост се процењује на 2 милиона година, и један је од најмлађих архипелага. Острво је створио подводни вулкан, који се налази на 4.000 m испод нивоа мора.
Острво је подељено на две климатске зоне добро разграничене ланцем вулкана под називом Кубре Биеха. У Јужној зони постоје и вулкани који су још увек активни. Последња ерупција се догодила 1971. године у јужном делу острва, у граду Фуенкалиенте. Од ове ерупције се појавио вулкан Тенегиа, који је још увек у центру пажње научника. На северу доминира Калдера де Табуриенте, који представља један од највећих вулканских кратера на свету.

## Клима
Подаци за Санта Цруз де Ла Палма
| Климатски подаци             | Јануар | Фебруар | Март | Април | Мај  | Јун  | Јул  | Август | Септембар | Октобар | Новембар | Децембар |
| Број просечних сунчаних сати | 140    | 147     | 170  | 174   | 187  | 174  | 218  | 215    | 197       | 172     | 146      | 148      |
| Температура ваздуха (°C)     | 17,9   | 17,9    | 18,4 | 19,0  | 19,8 | 21,1 | 22,5 | 23,4   | 23,5      | 22,6    | 20,7     | 18,9     |
| Температура воде (°C)        | 20     | 20      | 19   | 20    | 20   | 20   | 22   | 23     | 24        | 23      | 22       | 21       |
| Број кишних дана/месеци      | 6      | 5       | 5    | 3     | 1    | 1    | 0    | 1      | 2         | 5       | 7        | 7        |

## Природа

### Вегетација
Због свог начина настанка и локације, Ла Палма нуди широк спектар пејзажа и разноврсност екосистема. Може да понуди од неплодних приморских до веома влажних терена, области прекривене шумама ловора, као и борове шуме. Због ове разноврсности острво је добило и надимке - Ла Исла Бонита и Зелено острво.

### Природни симболи острва
Према важећем закону Влада Канарских острва, природни симболи острва су гачац и канарски бор.

## Управљање
Ла Палма, као део Канарска острва, се налази под управљањем Владе Шпаније, Владе Канарских острва и локалних власти.

## Демографија

### Религија
Као и у остатку архипелага, већина становништва католичке вероисповести, мада постоје и мањине других вероисповести, као и мале заједнице муслимана.
Острво је под заштитом Богородице и Светог Архангела Михаила. Острвска слава је 5. августа, на празник Богородице.

## Економија
Тренутно се гаји на острву око три хиљаде хектара банана, што је после Тенерифа острво са највећим узгојем банана, поред тога постоје плантаже лимуна, авокада, поврћа, кромпира и грожђа (за производњу вина). Велики извор прихода је туризам.

## Гастрономија
Гастрономија Ла Палме се истиче као једна од најразвијенијих у архипелагу, посебно у прављењу последица и соса мохос.
То је тип традиционалног соса са Канарских острва, који се служи као додатак традиционалним јелима у целом архипелагу. Овај сос може да се прави од бибера, коријандера и першуна.
- Плажа са црним песком
- Вулкан Сан Антонио
- ПЛажа Ћарко верде